# Paul Gerhard Schmidt
Paul Gerhard Schmidt (* 25. März 1937 in Pieske bei Frankfurt (Oder); † 25. September 2010 in Freiburg im Breisgau) war ein deutscher mittellateinischer Philologe und Professor für Lateinische Philologie des Mittelalters an der Universität Freiburg im Breisgau.

## Leben
Schmidt legte 1956 am Evangelischen Gymnasium in Berlin-Grunewald das Abitur ab und studierte in Berlin und Göttingen die Fächer Klassische und Mittellateinische Philologie. Im Juli 1962 wurde er in Göttingen mit der Dissertation „Supplemente lateinischer Prosa in der Neuzeit. Ein Überblick über Rekonstruktionsversuche zu lateinischen Autoren von der Renaissance bis zur Aufklärung“, der ersten neulateinischen Dissertation in Deutschland, promoviert und ging für zwei Jahre nach Rom, wo er nach einem Studium der Historischen Hilfswissenschaften das Diplom als Palaeographus et Archivarius Vaticanus erwarb. 1970 habilitierte er sich in Göttingen mit einer kritischen Edition des Architrenius von Johannes de Hauvilla, die 1974 erschien. 1978 wurde Schmidt als ordentlicher Professor nach Marburg berufen. 1989 wechselte er nach Freiburg im Breisgau. Er starb am 25. September 2010 an den Folgen eines Herzinfarkts und wurde in Freiburg-Littenweiler auf dem Friedhof Bergäcker beigesetzt.
Schmidt war ordentliches Mitglied des Comité international de paléographie latine und der Società Internazionale per lo Studio del Medioevo Latino, korrespondierendes Mitglied der Akademie der Wissenschaften zu Göttingen, der Wissenschaftlichen Gesellschaft an der Universität Frankfurt am Main und auswärtiges Mitglied des Instituto Lombardo di Scienze e Lettere. Er nahm Gastprofessuren in Oxford, Florenz, Fribourg (Wolfgang-Stammler-Gastprofessur 1993–94), Siena, Tartu und Paris wahr.
Zeitlebens beschäftigte sich Schmidt mit Paläografie und Handschriftenkunde. Er war (Mit-)Herausgeber der Reihen „Datierte Handschriften in Bibliotheken der Bundesrepublik Deutschland“, „Mittellateinische Studien und Texte“ und der Zeitschrift „Itineraria. Letteratura di viaggio e conoscenza del mondo dall’Antichità al Rinascimento“. Bis Ende 1999 war er Vorsitzender des Unterausschusses für Handschriftenkatalogisierung der Deutschen Forschungsgemeinschaft. Schmidt war Mitglied in den Beiräten der „Onderzoekschool Mediëvistiek“ (Leiden/Groningen/Utrecht) und des Instituts für Europäische Kulturgeschichte (Augsburg).
Während seiner Laufbahn betreute Schmidt 16 Dissertationen und drei Habilitationsschriften (Udo Kühne, Thomas Haye und Elisabeth Stein).

## Veröffentlichungen (Auswahl)
- Supplemente lateinischer Prosa in der Neuzeit. Rekonstruktionen zu lateinischen Autoren von der Renaissance bis zur Aufklärung (= Hypomnemata. Band 5). Göttingen 1964.
- (Hrsg.): Johannes de Hauvilla. Architrenius. Göttingen 1970.
- Die Ermordung Thomas Beckets im Spiegel zeitgenössischer Dichtungen. In: Mittellateinisches Jahrbuch 9 (1974), S. 159–172.
- Die Erscheinung der toten Geliebten. In: Zeitschrift für deutsches Altertum und deutsche Literatur 105 (1976), S. 99–111.
- Weltliche Dichtung des lateinischen Mittelalters und ihr Publikum. In: Gymnasium. Zeitschrift für Kultur der Antike und humanistische Bildung 84 (1977), S. 167–183.
- The Vision of Thurkill. In: Journal of the Warburg and Courtauld Institutes 41 (1978), S. 50–64.
- Ars loquendi und ars tacendi. Zur monastischen Sprache des Mittelalters. In: Berichte zur Wissenschaftsgeschichte 4 (1981), S. 13–20.
- Wandlungen Vergils im Mittelalters. In: Würzburger Jahrbücher für Altertumswissenschaft 8 (1982), S. 105–116.
- Die Vision von Vaucelles (1195/96). In: Mittellateinisches Jahrbuch 20 (1985), S. 155–163.
- Prosaauflösungen im lateinischen Mittelalter. In: Ludger Grenzmann (Hrsg.): Philologie als Kulturwissenschaft. Studien zur Literatur und Geschichte des Mittelalters. Festschrift für Karl Strackmann zum 65. Geburtstag. Göttingen 1987, S. 38–44.
- Luzifer in Kaisheim. Die Sakramentsvision des Zisterziensers Rudolf (ca. 1207) und Abt Eberhard von Salem. In: Michael Borgolte, Herrad Spilling (Hrsg.): Litterae medii aevi. Festschrift für Johanne Autenrieth zu ihrem 65. Geburtstag. Sigmaringen 1988, S. 191–201.
- Eine unbekannte Dichtung des X. Jahrhunderts. Die metrische Visio famulae Dei aus Corbie. In: Mittellateinisches Jahrbuch 24/25 (1989/90), S. 439–447.
- Saxo Grammaticus. Ein singulärer Fall in der mittellateinischen Literatur? In: Carlo Santini (Hrsg.): Saxo Grammaticus. Tra storiografia e letteratura (= I Convegni di Classiconorroena. Band 1). Rom 1992, S. 355–365.
- (Hrsg.): Die Vita der Margareta contracta, einer Magdeburger Rekluse des 13. Jahrhunderts (= Studien zur katholischen Bistums- und Klostergeschichte. Band 26). Leipzig 1992.
- Zur Ästhetik des Erasmus von Rotterdam. In: Hartmut Boockmann u. a. (Hrsg.): Literatur, Musik und Kunst im Übergang vom Mittelalter zur Neuzeit (= Abhandlungen der Akademie der Wissenschaften in Göttingen. Philologisch-historische Klasse. Band 208). Göttingen 1995, S. 36–46.
- Schreiben als monastische Konfliktbewältigung. In: Monika Fludernik, Hans-Joachim Gehrke (Hrsg.): Grenzgänger zwischen Kulturen (= Identitäten und Alteritäten. Band 1). Würzburg 1999, S. 157–162.
- mit Andreas Bihrer, Sven Limbeck (Hrsg.): Exil, Fremdheit und Ausgrenzung in Mittelalter und früher Neuzeit (= Identitäten und Alteritäten. Band 4). Würzburg 2000.
- Narrationes mirabiles. Geistliche Unterhaltungsliteratur in einer Handschrift des Zisterzienserklosters Quarr. In: Gernot Rudolf Wieland u. a. (Hrsg.): Insignis sophiae arcator. Essays in honour of Michael W. Herren on his 65th birthday (= The Journal of Medieval Latin. Band 6). Turnhout 2006, S. 261–271.